# Oersdorf (Ahlerstedt)
Oersdorf (plattdeutsch Örsdörp, laut Ortstafel Oersdörp) ist ein Ortsteil der Gemeinde Ahlerstedt im Landkreis Stade (Niedersachsen). Zu Oersdorf gehört der Weiler Kohlenhausen.

## Geographie
Oersdorf liegt an der Via Romea (Napoleonsweg).

### Nachbarorte
|               | Kakerbeck, Wohlerst                         |            |
| Winderswohlde | Kompassrose, die auf Nachbargemeinden zeigt | Ahlerstedt |
|               | Ottendorf                                   | Klethen    |

## Geschichte
Anhand des Ringwalls von Oersdorf lässt sich schließen, dass die Gegend um Oersdorf bereits während der Jungsteinzeit besiedelt war.
1375 wird Oersdorf erstmals urkundlich als Ozerestorpe.

### Regionale Zugehörigkeit
Vor 1885 gehörte Oersdorf zur Börde Bargstedt im Amt Harsefeld, nach 1885 zum Kreis Stade und seit 1932 zum heutigen Landkreis Stade.
Von 1967 bis 1972 war Oersdorf Mitgliedsgemeinde der Samtgemeinde Ahlerstedt und wurde zum 1. Juli 1972 im Zuge der Gemeindereform in Niedersachsen nach Ahlerstedt eingemeindet.

### Einwohnerentwicklung
| Jahr | Einwohner            |
| ---- | -------------------- |
| 1824 | 11 Feuerstellen      |
| 1848 | 217 Leute, 31 Häuser |
| 1910 | 231                  |
| 2011 | 302                  |

### Kirche
Oersdorf ist evangelisch-lutherisch geprägt und gehört zum Kirchspiel der Kirche St. Primus in Bargstedt.

## Kultur

### Vereine
- Gedenkstein in OersdorfFreiwillige Feuerwehr (gegr. 1934)

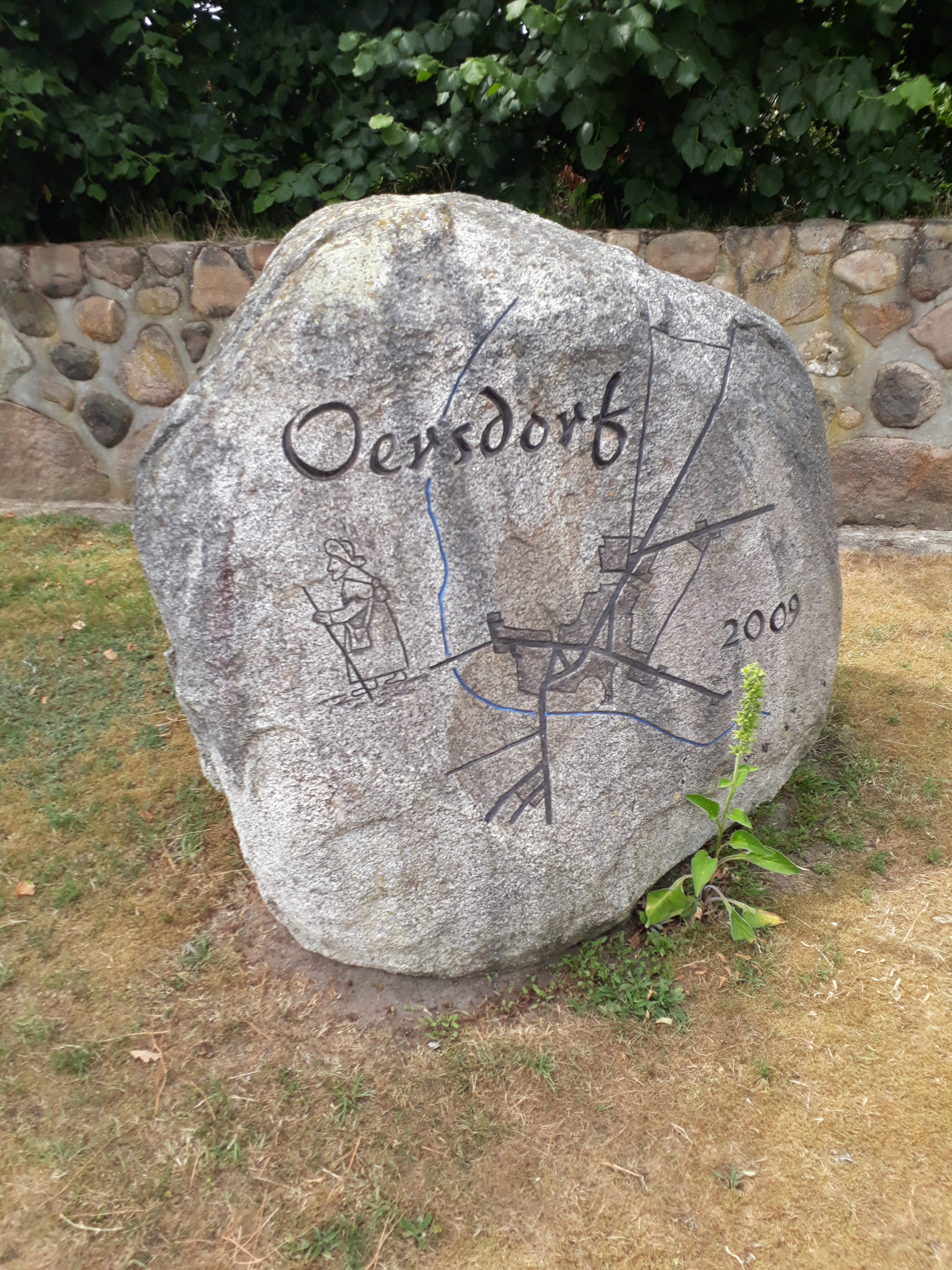
Gedenkstein in Oersdorf

- Heimatverein Wi Örsdörper (gegr. 1991)
- Oersdorfer Tanzgruppe
- Altenkreis Oersdorf

### Sehenswürdigkeiten
- Ehemalige Volksschule
- Schul-/Heimatmuseum
- Glockenstuhl auf dem Friedhof

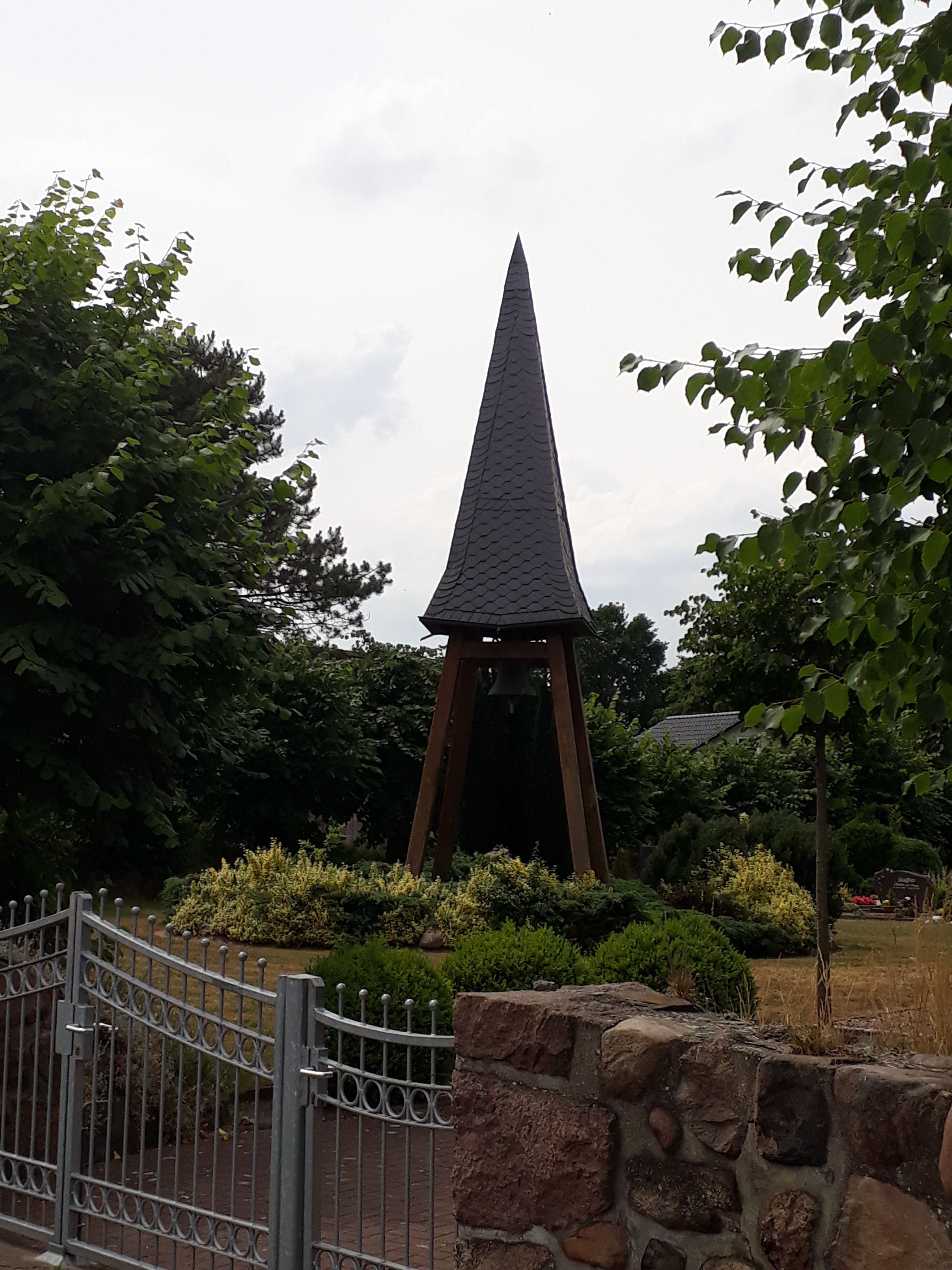
Glockenstuhl
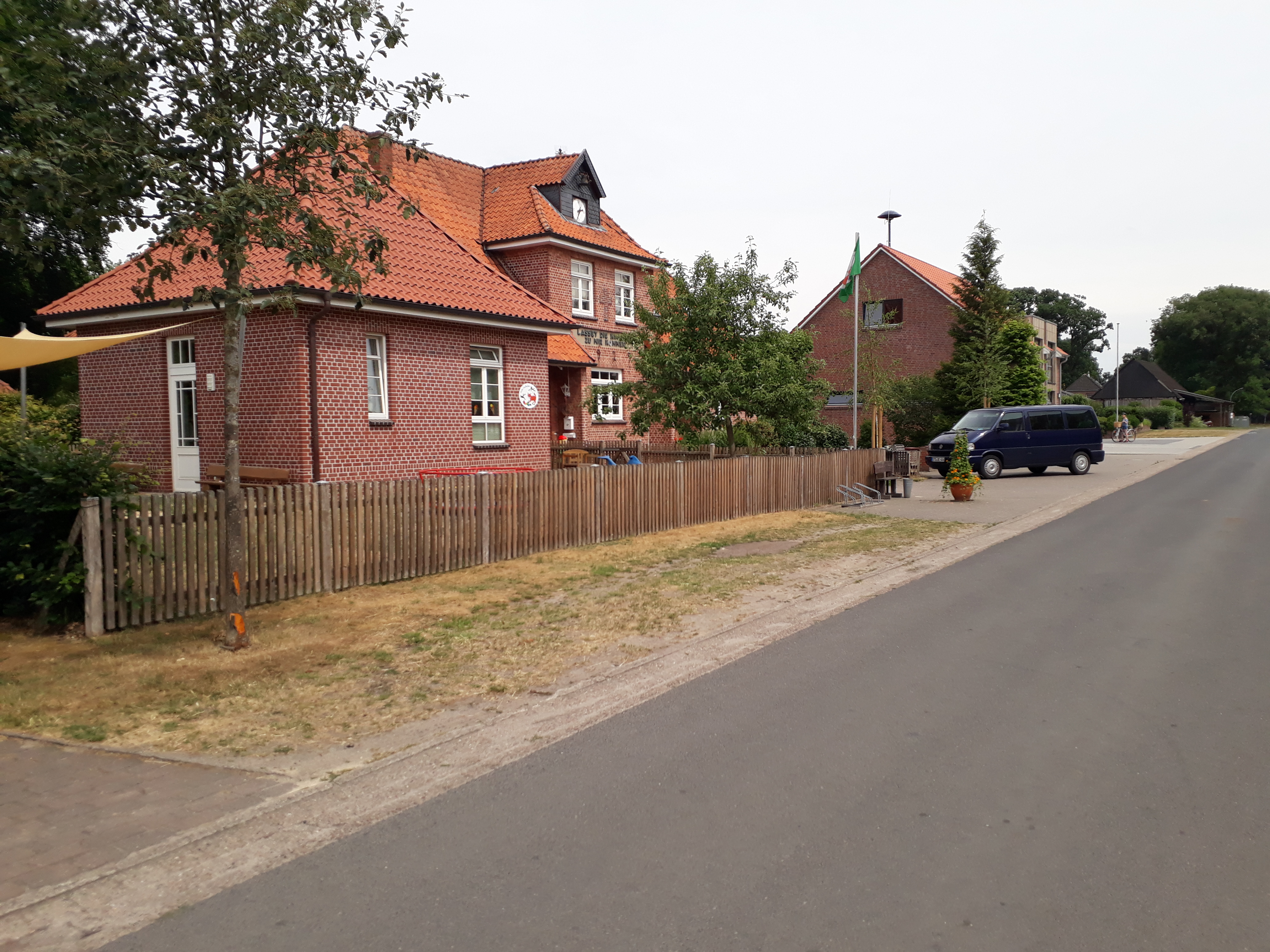
Ehemalige Volksschule

## Wirtschaft und Infrastruktur

### Verkehr
Oersdorf liegt an der K 55, die von Ottendorf nach Hollenbeck führt. Nebenstraßen führen nach Ahlerstedt und Kakerbeck.

### Schulen
Früher existierte in Oersdorf eine eigene Volksschule. Sie beherbergt heute eine Kita.

### Wirtschaft
Zwischen Oersdorf und Ottendorf befindet sich ein Windpark mit 22 Windrädern.

## Persönlichkeiten
- Heinrich Behnken (1880–1960), Lehrer und Autor, von 1945 bis 1948 Lehrer in Oersdorf, zog 1950 zurück nach Hamburg